# Cheryl (artystka)
Cheryl Ann Tweedy, primo voto Cole, secundo voto Fernandez-Versini (ur. 30 czerwca 1983 w Newcastle upon Tyne) – angielska piosenkarka, autorka tekstów, tancerka, modelka i osobowość telewizyjna.

## Życiorys

### Dzieciństwo i lata szkolne
Cheryl Tweedy urodziła się w Newcastle w Anglii, 30 czerwca 1983 roku. Ma czwórkę rodzeństwa: braci Garry’ego, Josepha i Andrew, oraz siostrę Gillian.
W wieku czterech latach zaczęła trenować taniec. Jej pierwsze zetknięcie z show-biznesem nastąpiło w wieku siedmiu lat, gdy wystąpiła w reklamie dla British Gas. W wieku dziewięciu lat dostała się do szkoły baletowej The Royal Ballet School. W dzieciństwie startowała w wielu konkursach piękności, uzyskując między innymi takie tytuły jak: „Najbardziej atrakcyjna dziewczyna w Metrocentre” czy „Miss Nastolatek Newcastle”. W latach 1994–1999 uczęszczała do Walker Comprehensive School w Newcastle. W trakcie szkoły była dwa razy zawieszona w prawach ucznia za bójki z uczniami oraz przeklinanie.
Po ukończeniu szkoły pracowała jako kelnerka.

### Kariera

#### 2002–2009: Kariera z Girls Aloud
Przełomowy moment w życiu Cheryl nastąpił w 2002 roku, gdy miała 19 lat. Wzięła wówczas udział w castingu do programu Popstars: The Rivals. Wraz z Nadine Coyle, Sarah Harding, Nicola Roberts, i Kimberley Walsh stworzyła grupę Girls Aloud, konkurującą w programie z boysbandem One True Voice. Nagrana przez dziewczyny piosenka „Sound of the Underground” pokonała „Sacred Trust/After You’re Gone”, którą zaśpiewali One True Voice. Po wygraniu programu dziewczyny nie spoczęły na laurach, a w maju 2003 roku wydały swój debiutancki album pt. Sound of the Underground. Płyta zadebiutował na 2. miejscu listy przebojów, plasując się tuż za albumem pt. Justified Justina Timberlake’a. Płyta w ostateczności pokryła się platyną.
W 2009 roku, po wydaniu sześciu płyt, zespół ogłosił zawieszenie działalności na rok, tłumacząc to „czasem na realizację solowych projektów”.

#### 2008–2009: Rozpoczęcie kariery solowej i debiut wX Factor
W 2008 roku Cheryl zadebiutowała jako jurorka w 5. edycji brytyjskiej wersji programu X Factor. W swojej pierwszej edycji została mentorką grupy „dziewczyn”, w której doprowadziła do zwycięstwa Alexandrę Burke. W 6. edycji programu została mentorką grupy „chłopców”, tu również udało jej się doprowadzić swojego podopiecznego Joego McElderry do zwycięstwa. W 7. edycji programu ponownie stała się mentorką „dziewczyn”, tym razem doprowadzając swoją podopieczną Rebeccę Ferguson do 2. miejsca. Po zakończeniu emisji 7. edycji ogłoszono, że Cheryl nie pojawi się za panelem jurorskim w kolejnym sezonie talent-show.
W 2009 roku artystka zaczęła pracę nad solowym albumem. 18 października 2009 roku w programie X Factor zaprezentowała swój pierwszy singiel „Fight for This Love” z debiutanckiego solowego albumu zatytułowanego 3 Words. Album miał swoją premierą 26 października 2009 roku. Pierwszym singlem promującym album jest utwór „Fight for This Love”, który zadebiutował na 1. miejscu brytyjskiej listy przebojów i utrzymywał się na nim przez trzy tygodnie. Utwór został najszybciej sprzedającym się singlem w Wielkiej Brytanii, w pierwszym dniu sprzedaży sprzedano ponad 130 tys. egzemplarzy, a w ciągu tygodnia prawie 300 tys. kopii. W Irlandii utwór zadebiutował na 13. miejscu, a już tydzień później był na szczycie listy, dając Cheryl pierwszy od czasów „Sound of the Underground” numer 1. w Irlandii. W sumie singiel sprzedał się w ponad 600 tys. egzemplarzach.
Drugim singlem została tytułowa piosenka „3 Words”, w której gościnnie wystąpił Will.i.am, członek zespołu The Black Eyed Peas. Utwór zadebiutował na 27. miejscu w Irlandii oraz na 26. miejscu w Wielkiej Brytanii, gdzie ostatecznie dotarł do 4. miejsca. Trzecim singlem została piosenka „Parachute”, która zadebiutowała na 65. miejscu w Wielkiej Brytanii. Utwór po czterech miesiącach dotarł do 5. miejsca listy, czyniąc z piosenki trzeci singel Cheryl, który znalazł się w „Top 5” notowania UK Singles Chart. W Wielkiej Brytanii kompozycja odznaczona została srebrną płytą za sprzedaż przekraczającą 300 tys. egzemplarzy. Album zawiera również utwór „Heartbreaker” will.i.ama, w którym gościnnie zaśpiewała Cheryl.

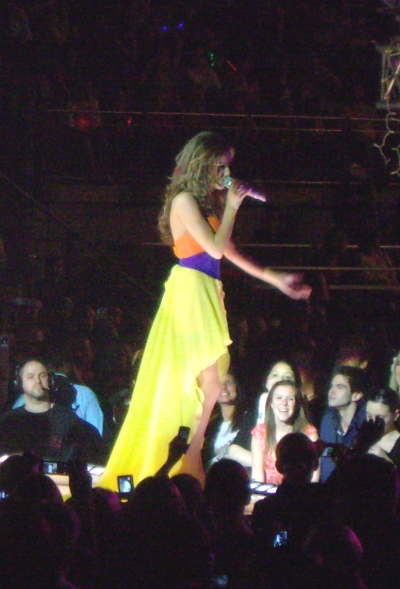
Cheryl podczas trasy koncertowej Girls Aloud promującej album pt. Tangled Up

#### 2010–2012:Messy Little RaindropsiA Million Lights
Drugi album studyjny wokalistki zatytułowany Messy Little Raindrops został wydany 29 października 2010 roku przez wytwórnię Fascination Records. Płyta była nagrywana w Londynie i Los Angeles, gdzie Cheryl pracowała głównie z Wayne’em Wilkinsem, który wyprodukował również utwór „Fight for This Love”. Pierwszym singlem promującym płytę został utwór „Promise This”, który stał się najszybciej sprzedającym się singlem w Wielkiej Brytanii w 2010 roku. Zajął 1. miejsca list przebojów w Irlandii i Wielkiej Brytanii. 19 sierpnia 2011 roku album uzyskał status platynowej płyty w Wielkiej Brytanii za sprzedaż przekraczającą 300 tys. kopii.
W 2012 roku, po trzech latach przerwy dziewczyny z Girls Aloud ponownie spotkały się w studiu z okazji dziesiątej rocznicy powstania zespołu. Powrót grupy związany był z wydaniem charytatywnego singla dla organizacji Children in Need. Premiera singla „Something New” odbyła się w 16 października 2012 roku rozgłośni Capital FM. 26 listopada ukazał się album podsumowujący dziesięcioletnią działalność zespołu. Prócz największych przebojów, wydawnictwo zawierało cztery nowe nagrania, powstałe na potrzeby promocji albumu. Dziewczyny udały się w swoją 6. trasę koncertową. 20 marca 2013 roku, kilka godzin po zakończeniu trasy koncertowej Ten – The Hits Tour 2013 wokalistki ogłosiły rozstanie.
W międzyczasie, tj. 14 czerwca 2012 roku, Cheryl wydała swój trzeci solowy album zatytułowany A Million Lights. Pierwszym singlem została piosenka „Call My Name”, która została napisana i wyprodukowana przez Calvina Harrisa. Następnym singlem został „Under the Sun”. Następnym planowanym singlem miał być utwór „Screw You”, jednak z powodu tymczasowego powrotu działalności Girls Aloud, Cheryl musiała skupić się na projektach związanych z zespołem. W okresie Bożego Narodzenia 2012 roku Cheryl opublikowała teledysk do piosenki „Ghetto Baby”, napisanej dla niej przez Lanę Del Rey. W 2012 roku piosenkarka wydała również autobiografię zatytułowaną „My Story”.

#### 2013–2014:Only Human
W lipcu 2013 roku Cheryl poinformowała, że rozpoczęła pracę nad nową solową płytą. 10 marca 2014 roku ogłosiła, że wraca do programu X Factor jako jurorka w 11. edycji wraz z Simonem Cowellem. Piosenkarka miała podpisać kontrakt warty 1,5 miliona funtów. 27 maja Cheryl zapowiedziała w wywiadzie dla magazynu Hello!, że jej czwarty album będzie wydany w listopadzie, a pierwszym singlem będzie utwór „Crazy Stupid Love”.
10 listopada 2014 roku ukazał się czwarty album piosenkarki zatytułowany Only Human. Kolejnymi singlami z albumu zostały utwory „I Don’t Care” oraz tytułowy „Only Human”. W czerwcu 2015 roku ogłoszono, że Cheryl będzie wraz z Simonem Cowellem, Ritą Ora i Nickiem Grimshaw jurorem w dwunastej edycji The X Factor. Pod koniec 2015 roku Cheryl poinformowała, że wróciła do studia by pracować nad swoim piątym studyjnym albumem, który zostanie wydany w 2016 roku.

### Życie prywatne
Była żoną angielskiego piłkarza Ashley Cole’a, którego poślubiła 15 lipca 2006 we Wrotham Park. Z powodu zdrady męża, 3 września 2010 otrzymała rozwód.
7 lipca 2014 roku Cheryl Cole zawarła związek małżeński z Jeanem Bernardem. W sierpniu 2015 para rozeszła się, a w 2016 Cheryl ogłosiła oficjalnie rozstanie z mężem. Była związana z młodszym o 10 lat Liamem Payne’em, wokalistą znanym z zespołu One Direction. 22 marca 2017 roku na świat przyszedł ich syn Bear Grey Payne.
W 2009 i 2010 Cheryl została uznana przez magazyn „FHM” najseksowniejszą kobietą świata.

## Dyskografia
- 3 Words (2009)
- Messy Little Raindrops (2010)
- A Million Lights (2012)
- Only Human (2014)